# Des Moines
Des Moines é a capital e a cidade mais populosa do estado norte-americano de Iowa. É também a sede do governo do Condado de Polk. Uma pequena porção da cidade estende-se para o Condado de Warren.
Foi fundada em maio de 1843 e incorporada, como o Forte Des Moines, a 22 de setembro de 1851, depois abreviada para Des Moines.
Des Moines é um importante centro para a indústria de seguros e tem também uma considerável coletânea de serviços financeiros e empresariais. A cidade é a sede da Principal Financial Group, a Meredith Corporation e Wellmark Blue Cross Blue Shield. Outras grandes empresas como Wells Fargo, ING Group, Marsh e Pioneer Hi-Bred, têm grandes operações na ou perto da cidade. A Forbes Magazine classificou Des Moines como o quarto melhor local para as empresas em 2007. Kiplinger's Personal Finance, em 2008, classificou Des Moines como a nona melhor cidade para fazer negócios.
Des Moines é a sede do caucus de Iowa, o primeiro grande evento nas eleições para a presidência dos Estados Unidos desde 1972.

## Etimologia
Em francês, Des Moines é traduzido literalmente para dos monges. No entanto, o termo poderá ser derivado do nome do rio Moingonas, de origem nativa norte-americana.

## Geografia

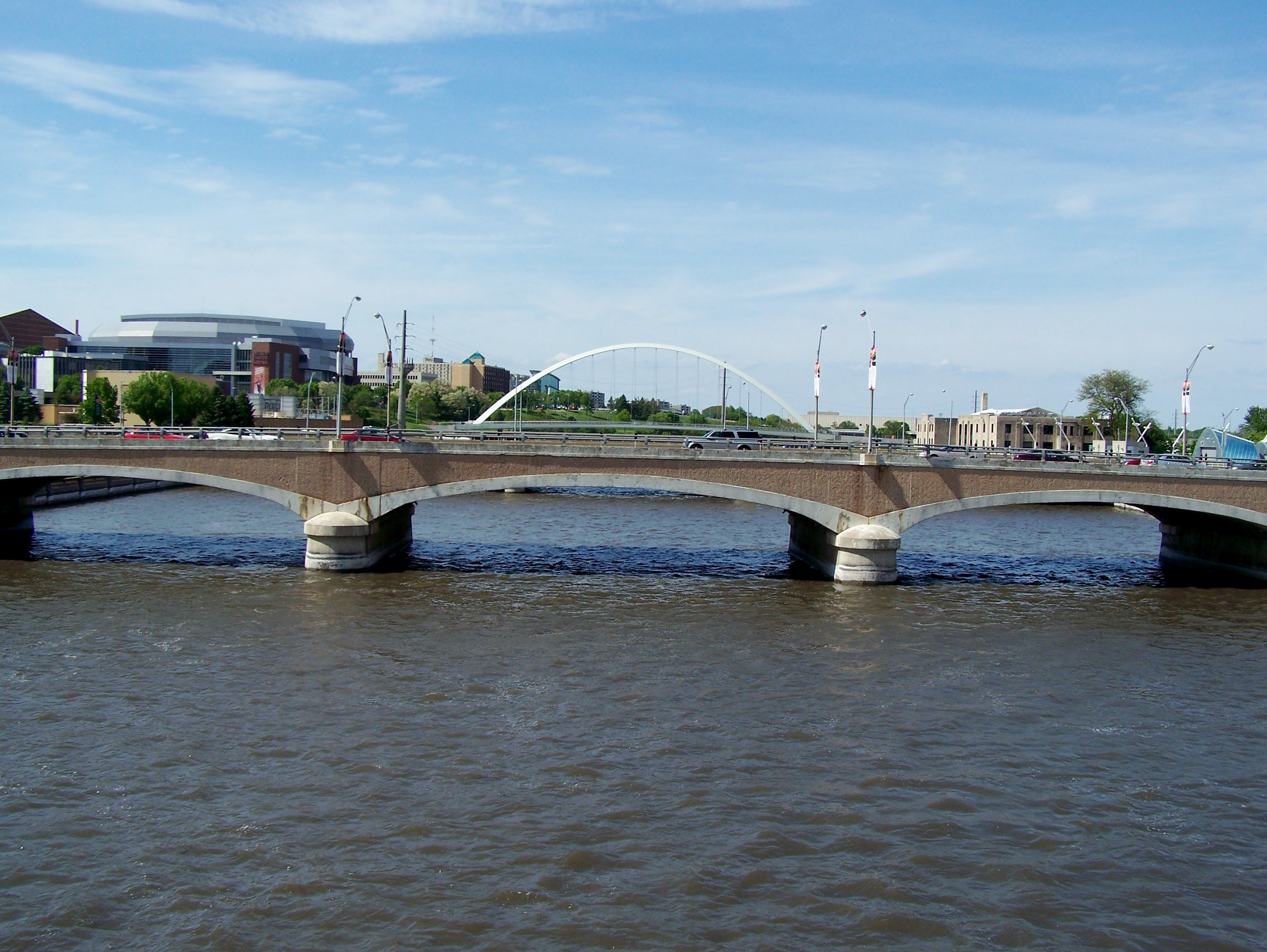
O Rio Des Moines, na homónima capital do Iowa.

De acordo com o Departamento do Censo dos Estados Unidos, a cidade tem uma área de 234,8 km², dos quais 228,4 km² estão cobertos por terra e 6,4 km² (2,7%) por água. Em novembro de 2005, os eleitores de Des Moines aprovaram uma medida que permitiu que a cidade anexasse certos lotes de terra no nordeste, sudeste e sul da cidade.

### Área metropolitana
A área metropolitana de Des Moines é composta por cinco condados do Iowa: Polk, Dallas, Warren, Madison e Guthrie.
A área tem uma população de 709 466 habitantes, de acordo com o censo nacional de 2020,. A Des Moines-Newton-Pela (Iowa) Combined Statistical Area é constituída por cinco condados mais Jasper e Marion. Segundo o censo de 2020, os distritos desta área possui uma população de 890 322 habitantes.
Os subúrbios de Des Moines incluem Altoona, Ankeny, Bondurant, Carlisle, Clive, Grimes, Johnston, Norwalk, Pleasant Hill, Urbandale, Waukee, West Des Moines e Windsor Heights.

### Clima
Sendo uma cidade do interior dos Estados Unidos de alta latitude, possui invernos frios e nevosos, com temperaturas capazes de atingir 30 graus negativos, e verões quentes, com temperaturas passando facilmente a casa dos 30 graus.

## Demografia
Desde 1900, o crescimento populacional médio, a cada dez anos, é de 11,8%.

### Censo 2020
De acordo com o censo nacional de 2020, a sua população é de 214 133 habitantes e sua densidade populacional é de 937,6 hab/km². Seu crescimento populacional na última década foi de 5,3%, acima do crescimento estadual de 4,7%. É a cidade mais populosa do estado e a 106ª mais populosa do país.
Possui 95 082 residências que resulta em uma densidade de 416,3 residências/km² e um aumento de 7,2% em relação ao censo anterior. Deste total, 7,5% das unidades habitacionais estão desocupadas. A média de ocupação é de 2,4 pessoas por residência.

### Censo 2010
Segundo o censo nacional de 2010, a sua população era de 203 433 habitantes e sua densidade populacional de 866,4 hab/km². A cidade possuía 88 729 residências que resultava numa densidade de 423,6 residências/km².

### Censo 2000
De acordo com o censo nacional norte-americano de 2000, a população era composta por 82,3% brancos, 8,07% afro-americanos, 3,50% asiáticos e 0,35% indígenas norte-americanos.

## Figuras notáveis
- Shawn Johnson
- Corey Taylor
- Shawn Economaki
- Josh Rand
- James Root (nascido em Las Vegas)
- Shawn Crahan
- Joey Jordison
- Chris Fehn
- Mick Thomson
- Sid Wilson
- Paul Gray (nascido em Los Angeles)
- Craig Jones

## Marcos históricos
O Registro Nacional de Lugares Históricos lista 183 marcos históricos em Des Moines. O primeiro marco foi designado em 14 de junho de 1972 e o mais recente em 8 de março de 2021, o Iowa Ford Tractor Company Repair and Warehouse Building. Existem apenas dois Marco Histórico Nacional na cidade.

## Cidades-irmãs
Des Moines é geminada com:
- Kofu, Japão
- Naucalpan, México
- Saint-Étienne, França
- Shijiazhuang, China
- Stavropol, Rússia
- Catanzaro, Itália